# Vincenzo Archifel
Vincenzo Archifel (1461 – Catania, 1533) è stato un orafo italiano, maestro argentiere.

## Biografia
Sui primi anni della sua vita si hanno poche informazioni, nacque forse a Napoli o a Catania nel 1461.
Le prime notizie certe riguardano la sua presenza a Catania nel 1486 quando si presume potesse avere circa 25 anni.
A Catania, sposò in giovane età Antonia Alessi, e aprì la sua bottega di artigiano in quella che è oggi la Pescheria, molto vicina alla Cattedrale.
Sempre nel 1486 il suo nome figura fra gli artigiani a cui venne commissionata, nel 1473, la costruzione dello scrigno in argento da parte del vescovo dell'epoca Giovanni De Primis.
Si sa che passò tutta la sua vita a Catania lavorando alla realizzazione dello scrigno-reliquiario di sant'Agata, ma soprattutto alla costruzione del fercolo in argento (vara in catanese) che gli venne commissionato nel 1514 dall'allora vescovo di Catania e fu inaugurato nella festa patronale del febbraio 1519.
Altri suoi lavori, anche se meno noti, sono la vara per il Santissimo Sacramento che andò distrutta nel terremoto del 1693 e il collare, del peso di 340 grammi, che attualmente adorna il busto-reliquiario di sant'Agata, realizzato in oro e smalti colorati.
Archifel fu però anche scultore e, secondo alcuni studiosi, sebbene non si abbiano ancora riscontri documentali, avrebbe realizzato la statua di San Giacomo, santo patrono di Caltagirone, nel 1518 la statua di Santa Agrippina, santa patrona di Mineo, e quella di San Giovanni, nel 1523, per la basilica di San Giovanni Battista di Vizzini.
Dopo una vita piena di successi, morì all'età di 72 anni a Catania, o secondo alcuni a Palermo dove si era recato per una vertenza giudiziaria.
La sua salma fu inumata nella chiesa di Santa Maria Annunziata al Carmine a Catania.
Alla sua morte la bottega venne ereditata dal figlio Antonio che era diventato un valente maestro orafo e continuò il lavoro del padre nel portare a termine la costruzione del coperchio dello scrigno di sant'Agata.

## Opere
- XVI secolo, Croce argentea con fondo a smalto bleu, opera autografa documentata nella basilica di San Leone di Assoro.[5]